# Anna Mainardi Fava
Anna Mainardi Fava (Salsomaggiore Terme, 10 luglio 1933 – 17 marzo 2003) è stata una politica italiana.